# سبنسر كوكس (ناشط)
سبنسر كوكس (بالإنجليزية: Spencer Cox)‏ هو ناشط أمريكي، ولد في 10 مارس 1968 في أتلانتا في الولايات المتحدة، وتوفي في 18 ديسمبر 2012 في Upper Manhattan ‏ في الولايات المتحدة بسبب إيدز.

## وصلات خارجية
- سبنسر كوكس على موقع IMDb (الإنجليزية)